# Takuya Sugawara
Takuya Sugawara (菅原 拓也, Sugawara Takuya), né le 3 novembre 1983 à Akita, est un catcheur japonais qui travaille à la Pro Wrestling ZERO1.

## Carrière

### Pro Wrestling Zero1 (2005-...)

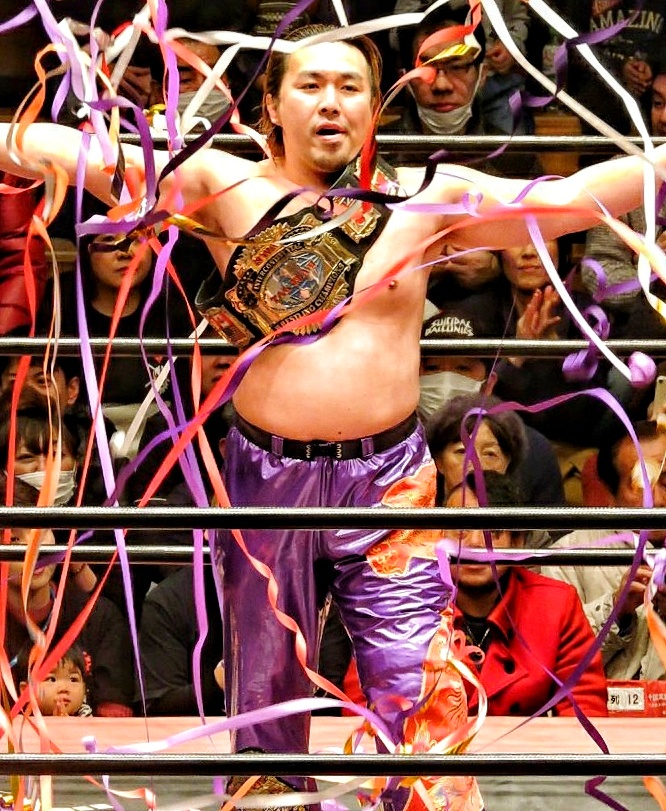
Sugawara en mai 2020

Le 1er mars, 2015, lui et "brother" YASSHI battent Shūji Kondō et Seiki Yoshioka et remportent les NWA International Lightweight Tag Team Championship pour la deuxième fois.
Le 29 janvier, ils conservent leur titres contre Kohei Sato et SUGI.

### Retour à la Dragon Gate (2009-2010)
Lors de Dead or Alive 2010, lui, Kzy et Yasushi Kanda battent Zetsurins (Akebono, Don Fujii et Masaaki Mochizuki) et remportent les Open the Triangle Gate Championship. Le 13 mai, ils perdent les titres contre Warriors (Cima, Gamma et Genki Horiguchi).

## Palmarès
- Dragon Gate
  - 2 fois Open the Triangle Gate Championship avec Yasushi Kanda et Kzy (1), et Yasushi Kanda et Naoki Tanizaki (1)
  - Battle of Tokyo Tournament (2010)

- El Dorado Wrestling
  - 2 fois UWA World Trios Championship avec Brahman Shu et Brahman Kei (1), et Nobutaka Araya et Toru Owashi (1)

- Pro Wrestling Zero1
  - 3 fois ZERO1 International Junior Heavyweight Championship
  - 2 fois ZERO1 World Junior Heavyweight Championship
  - 2 fois NWA Intercontinental Tag Team Championship avec Minoru Fujita (1) et Masato Tanaka (1)
  - 7 fois NWA International Lightweight Tag Team Championship avec Minoru Fujita (1), Kaijin Habu Otoko (1), Tsuyoshi Kikuchi (1), Mineo Fujita (1), "brother" Yasshi (2) et Ikuto Hidaka (1)
  - Tenkaichi Jr. (2016)

- Pro Wrestling BASARA
  - 1 fois UWA World Trios Championship avec Touru Owashi et Shūji Kondō (actuel)